# Camp Stanley (Texas)
Camp Stanley ist eine militärische Einrichtung nordwestlich der Stadt San Antonio in Texas.
Das Camp wurde 1917 nach David Sloane Stanley benannt, einem General der United States Army im Sezessionskrieg, und war zunächst eine Truppenunterkunft der Infanterie.
Heute wird es vom Militär unter dem Namen „Camp Stanley Storage Activity“ zur Lagerung und Überprüfung von Waffen und Munition verwendet. Die CIA lagert dort unter der Tarnbezeichnung „Midwest Depot“ Waffen, mit denen sie Rebellen in anderen Ländern unterstützt.